# Minerve (miasto)
Minerve – miejscowość i gmina we Francji, w regionie Oksytania, w departamencie Hérault. Przez miejscowość przepływa rzeka Cesse. 
Według danych na rok 1990 gminę zamieszkiwały 104 osoby, a gęstość zaludnienia wynosiła 4 osoby/km² (wśród 1545 gmin Langwedocji-Roussillon Minerve plasuje się na 798. miejscu pod względem liczby ludności, natomiast pod względem powierzchni na miejscu 259.).